# Нескінченність

Символ нескінченності ∞ в різних шрифтах.

### ὌΖ (символ:∞)— категорія людського мислення, яку використовують для характеристики безмежних, невичерпних предметів і явищ, для яких є неможливим вказання меж або кількісної міри. Її використовують на противагу скінченному, обчислюваному, такому, що має межу.
Термін нескінче́нність може описувати декілька різних понять, залежно від області застосування, будь це математика, фізика, філософія, теологія чи повсякденне життя.

## Потенційна й актуальна нескінченність
Коли говорять, що деяка величина потенційно нескінченна, то мається на увазі, що вона може бути необмежено збільшена. Альтернативою є поняття актуальної нескінченності, яка означає величину, що не має кінцевої міри. Приклад: другий постулат Евкліда затверджує не нескінченність довжини прямої лінії, а лише те, що «пряму можна безперервно продовжувати». Це потенційна нескінченність. Якщо ж розглянути всю нескінченну пряму, то вона дає приклад актуальної нескінченності.
Античні філософи і математики визнавали, як правило, тільки потенційну нескінченність, рішуче відкидаючи можливість оперувати з актуально нескінченними атрибутами. Відповідно до цієї доктрини формулювалися наукові твердження. Наприклад, теорема про нескінченність множини простих чисел у античних математиків формулювалася так: «Яке б не було просте число P, існує просте число, більше, ніж P».
Арістотель писав:

… Завжди можна вигадати більше число, тому що кількість частин, на які можна розділити відрізок, не має меж. Тому нескінченність потенціальна, ніколи не дійсна; яке б число поділів не задали, завжди потенційно можна поділити на більше число.

Саме Арістотель зробив великий внесок в усвідомлення нескінченності, розділивши її на потенційну та актуальну і впритул підійшовши з цієї сторони до основ математичного аналізу, а також вказавши на п'ять джерел вчення про неї:
- Час;
- Поділ величин;
- Невичерпність творінь природи;
- Саме поняття границі, що виштовхує за її межі;
- Мислення, яке є неспинним.

## Нескінченність в культурі та філософії
Нескінченність в більшості культур з'явилась як абстрактне кількісне позначення чогось неосяжно великого в застосуванні до сутностей без просторових або часових меж.
Математичному походженню символу нескінченності передував релігійний аспект.
Поняття нескінченності розвивалось у філософії і теології поряд із точними науками та природознавством. Наприклад, у теології нескінченність Бога не стільки дає кількісне визначення, скільки означає необмеженість і незбагненність. У філософії нескінченність довгий час розглядалася також як атрибут простору і часу; в наші дні це дискусійне питання космології.
Наприклад, найдавнішим символом нескінченності, що зустрічається в абсолютно різних культурах, є змій Уроборос, якого іноді зображають таким, що згортається у вигляді повернутої вісімки.

## Нескінченність у природознавстві
У філософії інтенсивно дискутувалися два питання, пов'язані з нескінченністю: питання про скінченність чи нескінченність всесвіту в просторі та часі і питання про можливість нескінченного поділу. Актуальність цих філософських питань дещо зменшилася із становленням сучасних природознавчих теорій: фізичної космології та атомістики.
В сучасній фізичній космології домінує теорія Великого вибуху, за якою Всесвіт, у тій формі, в якій ми можемо його собі уявити, зародився приблизно 13,8 млрд років тому. Питання про те, що передувало, і чи щось взагалі передувало, Великому вибуху, залишається нерозв'язним. Залишається нез'ясованою доля Всесвіту в далекому майбутньому — обмеженням тут є недостатність даних про його фізичні параметри.
За сучасними уявленнями природознавства про форму Всесвіту він є замкненим, тобто має скінченний об'єм, хоча й необмежений. Космологічний параметр густини, який визначає форму Всесвіту дещо більший від одиниці. Просторових границь Всесвіту фізична космологія не встановлює, але, водночас, існують межі віддаленості небесних тіл, які людина може спостерігати, пов'язані із скінченністю швидкості світла та віком Всесвіту.
Питання про нескінченну подільність речовини вирішилося на користь існування атомів — найменших її частинок.
Атоми теж мають складну будову, але на субатомному рівні мова вже не йде про ту ж речовину.
Фізичні теорії оперують з абстракціями, які пов'язані з поняттям нескінченності. Наприклад, фізики часто розглядають нескінченне суцільне середовище, в якому розповсюджуються монохроматичні плоскі хвилі. Хоча експериментальних можливостей відтворити таке середовище й таку хвилю немає, ці абстракції виявилися плідними в розумінні фізичних процесів.

## Нескінченність вматематиці
У математиці не існує одного поняття нескінченності, вона наділяється особливими властивостями в кожному розділі. Більш того, ці різні «нескінченності» не є взаємозамінними. Наприклад, теорія множин розглядає різні нескінченності, причому одна може бути більшою за іншу. Скажімо, кількість цілих чисел нескінченно велика (вона називається зліченною). Щоб узагальнити поняття кількості елементів для нескінченних множин, в математиці вводиться поняття потужності множини. При цьому не існує однієї «нескінченної» потужності. Наприклад, потужність множини дійсних чисел більша за потужність множини цілих чисел, тому що між цими множинами не можна побудувати взаємно-однозначну відповідність (бієкцію), а цілі числа включені в дійсні. Таким чином, в цьому випадку «кількість елементів» (потужність) однієї множини більш «нескінченна», ніж «кількість елементів» (потужність) іншої. Основоположником цих понять був німецький математик Георг Кантор.
У математичному аналізі до множини дійсних чисел додаються два невласні числа, які позначаються символами {\displaystyle +\infty } і {\displaystyle -\infty } і застосовуються для визначення граничних значень і збіжності. В цьому випадку мова про «прийнятну» нескінченність не йде, тому що будь-яке твердження, що містить цей символ, можна записати, використовуючи тільки скінченні числа і квантори. Ці символи, як і багато інших, були введені для скорочення запису довших виразів.
Леопольд Кронекер скептично ставився до поняття нескінченності і до того, як його колеги математики використовували його в 1870-х і 1880-х роках. Цей скептицизм був розроблений у філософії математики названій фінітизмом, крайній формі філософської і математичної школи конструктивізму і інтуїціонізму.

## Символ нескінченності

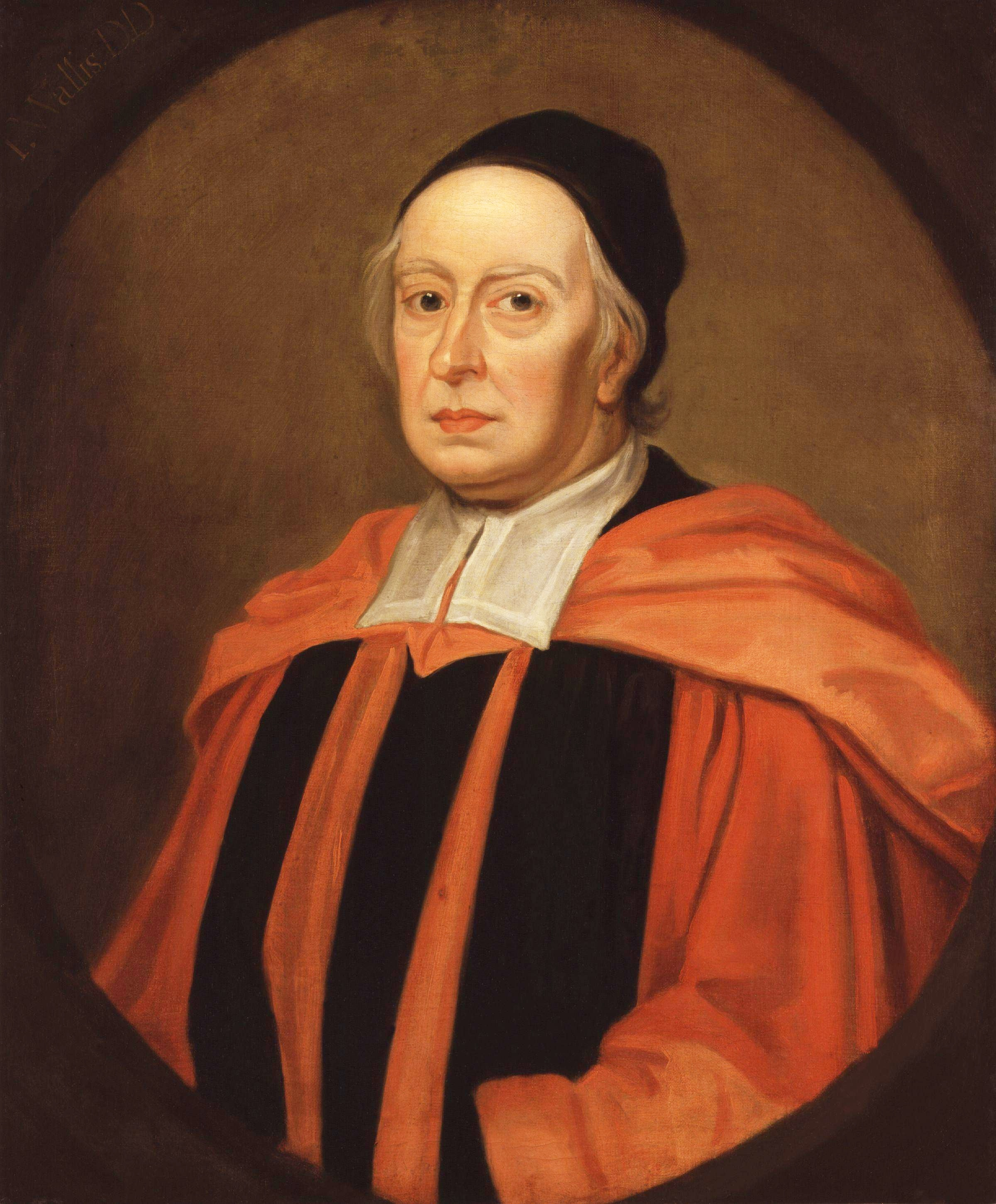
Джон Валліс запровадив символ нескінченності в науковій літературі.

Точне походження символу нескінченності {\displaystyle \infty } невідоме.
Найімовірніше пояснення полягає в тому, що символ нескінченності походить від форми
стрічки Мебіуса. Знову ж, можна уявити нескінченну подорож по її поверхні.
Введення символу нескінченності {\displaystyle \infty } часто приписують Джону Валлісу в 1655 в його творі «Про конічні перетини». Одна з думок про те, чому він вибрав цей символ є те, що він походить з римського запису числа 1000 який походив від етруського запису числа 1000, який мав вигляд на зразок цього CIƆ і його інколи використовували для позначення поняття «багато». Іншою думкою є те, що він походить від грецької літери ω омега, останньої літери в грецькому алфавіті.
До того ж, оскільки уся верстка проводилась вручну, {\displaystyle \infty } легко версталася як 8 повернута на 90°.
В Юнікоді нескінченність позначена символом ∞ (U+221E).